# Wodzisław (Sainte-Croix)
Pour l’article homonyme, voir Wodzisław Śląski.
Wodzisław est une localité polonaise, siège de la gmina de Wodzisław, située dans le powiat de Jędrzejów en voïvodie de Sainte-Croix.